# Pietro Marini (cardinal)
Pour les articles homonymes, voir Pietro Marini.
Pietro Marini (né le 23 janvier 1787 à Rome, alors capitale des États pontificaux et mort le 15 juin 1854 dans la même ville) est un cardinal italien du XIXe siècle. Il est parent du cardinal Niccolò Marini.

## Biographie
Pietro Marini  exerce diverses fonctions au sein de la Curie romaine, notamment comme gouverneur de Rome et directeur général de police.
Il est créé cardinal in pectore par le pape Pie IX lors du consistoire du 21 décembre 1846. Sa création est publiée le 11 juin 1847. Le cardinal Marini est légat apostolique à Forlì, préfet de la Congrégation pour la Propaganda Fide et du  Tribunal suprême de la Signature apostolique. Il est aussi protecteur des villes d'Urbino, de Forlimpopoli et de Fabriano.

### Sources
- Fiche du cardinal Pietro Marini sur le site fiu.edu